# 유모토정 (후쿠시마현)
유모토정(湯本町)은 후쿠시마현 남동부 이와키군에 속했던 정이다. 현재의 이와키시 중심부 (조반지구) 조반선 유모토역 주변에 해당한다. 현재 구 정내에 속하는 오아자(大字)는 조반(常磐)이라는 명칭을 사용하고 있다. 

## 역사
- 1889년 4월 1일 - 정촌제 시행에 의해 이와사키군 유모토촌이 단독으로 자치체를 형성하였다.
- 1896년 4월 1일 - 군 통합으로 이와키군이 되었다.
- 1896년 4월 1일 - 이와사키군과 이와키군이 합병해 새로운 이와키군이 성립하였다.
- 1897년 2월 25일 - 일본철도의 역으로 유모토역이 개업했다. 이후 이와키 탄광의 인입선도가 만들어져 석탄의 철도 운송이 시작되었다.
- 1922년 8월 20일 - 유모토촌이 정으로 승격해 유모토정이 되었다.
- 1954년 3월 31일 - 이와사키촌과 합병해 조반시가 성립하여, 동일 유모토정이 폐지되었다.
- 1966년 10월 1일 - 다이라 시, 우치고 시, 이와키 시, 나코소 시, 조반 시, 이와키 군 요쓰쿠라 정, 도노 정, 오가와 정, 요시마 촌, 미와 촌, 다비토 촌, 가와마에 촌, 후타바군 히사노하마 촌, 오히사 촌의 14 시정촌(5시 4정 5촌)이 신설합병해 이와키 시가 되었다.

## 교통

### 철도
- 일본국유철도
  - 조반 선

### 도로
- 국도 6호선

## 참고문헌
- 角川日本地名大辞典 7 福島県